# Mokusatsu
Mokusatsu (黙殺?) es una palabra japonesa que significa "ignorar", "no tener en cuenta" o "tratar con desprecio silencioso". Se compone de dos caracteres kanji: 黙 (moku "silencio") y 殺 (satsu "asesinato"). Es uno de los términos frecuentemente citados para argumentar que los problemas que enfrentan los japoneses en el ámbito de la política internacional surgen de malentendidos o traducciones erróneas de su idioma.

## Uso

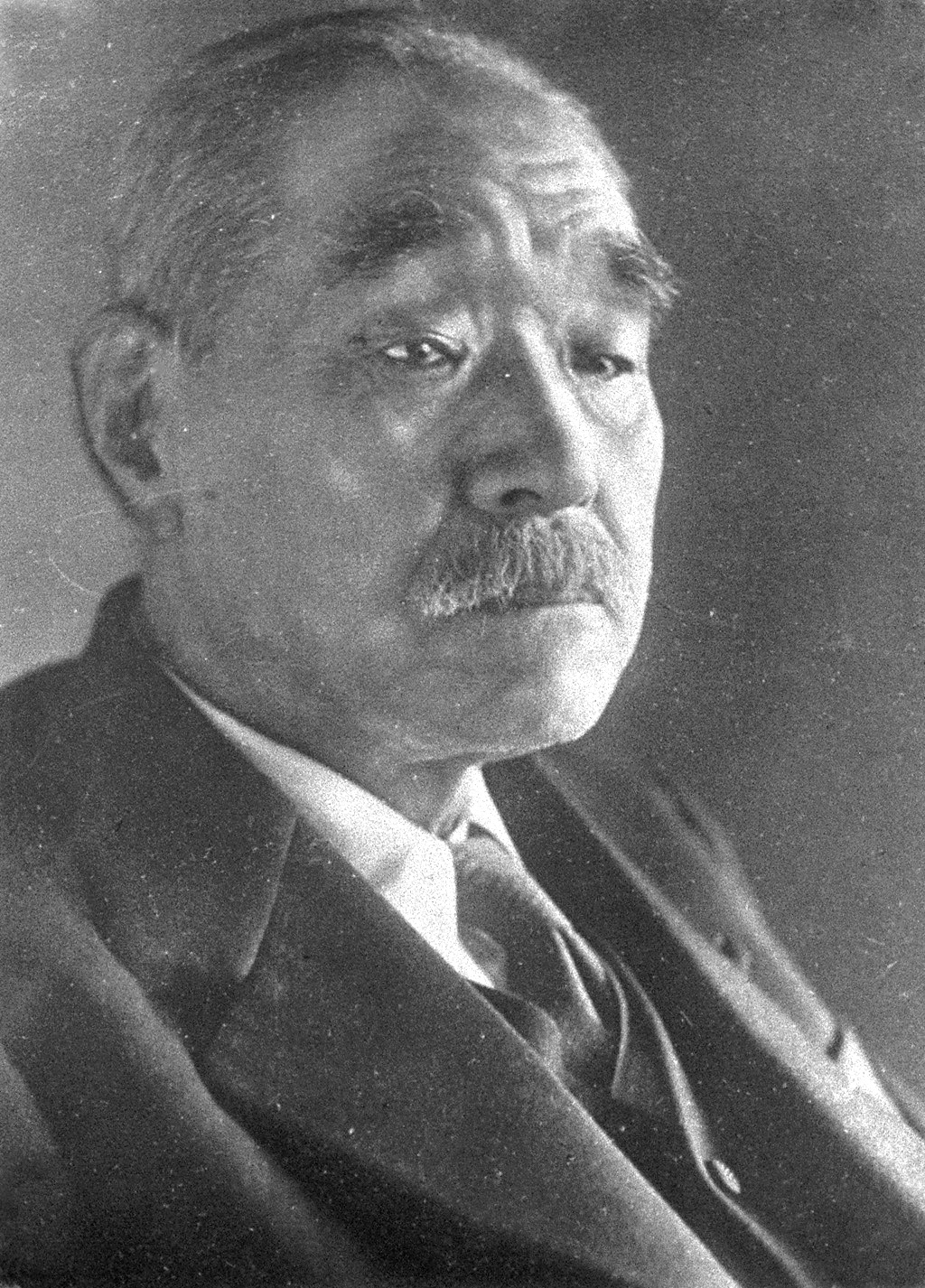
El Primer Ministro Kantarō Suzuki usó mokusatsu para descartar la Declaración de Potsdam de los Aliados en 1945, durante la Segunda Guerra Mundial.

Fue la adopción de este término por el gobierno de Japón lo que primero dio lugar a la prominencia de la palabra en el extranjero. Mokusatsu fue utilizado en respuesta a la demanda aliada en la Declaración de Potsdam de que Japón se rindiera incondicionalmente en la Segunda Guerra Mundial. Se entendió que significaba que Japón había rechazado esos términos, un rechazo percibido que contribuyó a la decisión del presidente Harry S. Truman de llevar a cabo los bombardeos atómicos de Hiroshima y Nagasaki, lo que implica que, al rechazar los términos, Japón había reducido su propia cabeza la destrucción de esas dos ciudades.
Los aliados eran conscientes de que dentro del gobierno japonés se estaba llevando a cabo un intento de llegar a una terminación negociada de las hostilidades, especialmente a través de contactos diplomáticos con Moscú, que todavía era neutral. La declaración de Potsdam presentó una ocasión más para la mediación, pero el ministro de Guerra, el  General Korechika Anami se opuso a ella, con el respaldo del ejército y los jefes de personal de la marina, todos exigiendo que la declaración sea rechazada con una transmisión que contenga una refutación punto por punto. El ejército también exigió que el público se mantenga al tanto de la Declaración. En un compromiso, el ministro de Relaciones Exteriores, Tōgō Shigenori, obtuvo el consenso del gabinete para que la Declaración se tradujera y se publicara al público, pero en una versión censurada que eliminó las menciones de una inminente "destrucción total de la patria japonesa", "justicia severa" para todos criminales de guerra, que a los soldados desarmados se les permitiría regresar a sus hogares para vivir una vida constructiva en paz, y comentarios sobre "camarillas militares voluntarias". La versión dada al público fue emitida por la 'prensa estrictamente controlada' a través del Agencia de Noticias Dōmei.
De esta forma, apareció en la edición de la mañana del Asahi Shimbun el 28 de julio de 1945, para designar la actitud asumida por el gobierno hacia la Declaración de Potsdam. Este periódico y otros declararon claramente que el ultimátum, que no solo había sido transmitido diplomáticamente al gobierno japonés a través de intermediarios suizos, sino también al público japonés por radio y folletos lanzados desde el aire, fue rechazado formalmente por el gobierno imperial. Más tarde, ese mismo día, en una conferencia de prensa, el Primer Ministro Suzuki Kantarō lo usó públicamente para descartar la Declaración de Potsdam como una mera repetición (yakinaoshi) de propuestas aliadas rechazadas anteriormente y, por lo tanto, no tiene valor.

Las palabras reales de Suzuki fueron:
“En representación del Gobierno Imperial y en relación con la declaración conjunta de Estados Unidos de America, Inglaterra y China, no transmite algo que tenga algún valor significativo, y posiblemente es algo a ser mokusatsu”.

帝国政府としては、米・英・重慶三国の共同声明に関しては、何等重大なる価値あるものに非ずしてこれを黙殺するであろう
Aparentemente, Suzuki reconoció que la Declaración de Potsdam señalaba la intención de poner fin a una guerra que, en términos logísticos, Japón ya no era capaz de sostener. Sin embargo, el Artículo 6 declaró que los militaristas serían despojados de su autoridad y poder para siempre, y el ejército japonés se opuso resueltamente a su propio desmantelamiento completo, y se ejerció una fuerte presión sobre el Primer Ministro para que rechazara la declaración.
La afirmación de Suzuki de que los términos de las declaraciones serían literalmente "asesinados por el desprecio silencioso" (mokusatsu) refleja esta necesidad de aplacar la posición extrema del ejército. John Toland también argumentó décadas más tarde que la elección del término por parte de Suzuki fue dictada más por la necesidad de apaciguar a los militares, que eran hostiles a la idea de "rendición incondicional", en lugar de señalar algo a los Aliados.
Aunque es posible que mokusatsu no haya tenido la intención de comunicar a los Aliados una negativa a rendirse, el ultimátum de Potsdam permitió sin embargo solo una respuesta aceptable: la rendición incondicional. Cualquier otra respuesta, como lo advertía la declaración, causaría "una destrucción rápida y absoluta". Fue solo después de la destrucción de Hiroshima y Nagasaki por bombas atómicas, dos intentos de asesinato del entonces primer ministro Suzuki Kantarō, un intento de golpe militar contra el Emperador (el Incidente de Kyūjō) y una declaración de guerra de la Unión Soviética que el Emperador él mismo transmitió la aceptación de los términos de la Declaración de Potsdam, es decir, la rendición incondicional, terminando la Guerra del Pacífico.

## Controversia en la posguerra
Algunos años después de la guerra, se afirmó que era cuestionable si la prensa japonesa había actuado sobre fuentes confiables del gobierno cuando anunciaron por primera vez que los términos de la Declaración habían sido rechazados. Esta posición se describió en 1950 en un artículo en inglés de Kazuo Kawai, quien basó su argumento en notas y diarios escritos en ese momento, notas tomadas mientras cubría las discusiones en curso en el Ministerio de Relaciones Exteriores de Japón sobre la Declaración. Kawai argumentó que tanto la elección de este término como el significado que le dieron las autoridades aliadas condujo a una fatal "tragedia de errores" que involucraba tanto la confusión burocrática japonesa como una "deficiencia en la percepción" de los enemigos de Japón. El punto de Kawai fue retomado por William J. Coughlin en un artículo ampliamente leído para la revista Harper's tres años después.
En algunas reconstrucciones que propugnan esta interpretación, se afirma que probablemente fue Hasegawa Saiji, un traductor de Dōmei Press, quien tradujo esto como: "Los japoneses ignoran esto, y estamos decididos a continuar nuestra lucha hasta el final" y los extranjeros. presione recogió esto, tomando "ignorar" para significar "rechazar".

El NSA Technical Journal publicó un artículo que respalda esta opinión de que el significado de la palabra era ambiguo en el que se advierte a los lectores sobre las consecuencias de no aclarar las ambigüedades al traducir entre idiomas. Concluyó:
Hace algunos años recuerdo haber escuchado una declaración conocida como "Ley de Murphy" que dice que "si se puede entender mal, lo será". Mokusatsu proporciona pruebas adecuadas de esa declaración. Después de todo, si Kantarō Suzuki hubiera dicho algo específico como "Tendré una declaración después de la reunión del gabinete" o "Todavía no hemos tomado ninguna decisión", podría haber evitado el problema de cómo traducir la palabra ambigua mokusatsu y el dos consecuencias horribles de su traducción desfavorable: las bombas atómicas y este ensayo.
Hasta el día de hoy, el argumento de que el mokusatsu fue malentendido y que el malentendido interrumpió una negociación para un fin pacífico de la guerra aún resurge de vez en cuando.

El consenso de los historiadores modernos es que los Aliados habían entendido la palabra correctamente. Chalmers Johnson escribió en 1980:
'Dado que los personajes de mokusatsu significan' asesinato silencioso ', los comentaristas más informados creen que los Aliados no tradujeron mal a Suzuki. Si realmente quiso decir 'sin comentarios', eso no es lo que dijo, y mokusatsu no lo implica, ni siquiera oblicuamente. Sin embargo, el hecho de que los japoneses y Emmerson mantengan que el matiz de Suzuki fue mal entendido ilustra la tendencia de los japoneses a refugiarse en supuestas traducciones erróneas.
Como Herbert Bix concluyó:
"No hay necesidad de apresurarse "contravino directamente el Artículo 5 de la Declaración de Potsdam ("No aceptaremos ninguna demora") y como una posición que fortaleció aún más el análisis occidental contemporáneo de que, a partir del 28 de julio, los japoneses, siguiendo el liderazgo de su emperador, no había revertido su decisión, ni había aflojado su voluntad de luchar hasta el final, mientras hacía vagos intentos por la paz en un camino separado. La intención de Suzuki no fue malentendida".